# Yves Van Massenhove
 Yves Prosper Marie Van Massenhove, né le 26 février 1909 à Saint-Josse-ten-Noode et mort le 15 mai 1990 à Châtenay-Malabry, est coureur cycliste belge.

## Biographie
En 1928, il remporte deux 2 finales hebdomadaires de « La Médaille » et finit troisième de la grande finale. Il participe aux épreuves de poursuite par équipe et de vitesse aux Jeux olympiques d'été de 1928. En octobre de la même année, il gagne une américaine associé à William Peden resté en Europe après les jeux.
Il passe professionnel en 1932.

## Palmarès sur piste

### Palmarès amateur
- 1928
  -  Champion de Belgique de vitesse amateur[5]
  - 3e de la grande finale de la Course de la Médaille[1],[6]
- 1929
  -  Champion de Belgique de vitesse amateur[7]
- 1930
  -  Champion de Belgique de vitesse amateur
  - 2e du Grand Prix de Copenhague amateurs[8]